# Lucius Flavius Silva
Lucius Flavius Silva (Nonius Bassus) est un sénateur et général romain de la fin du Ier siècle, gouverneur de Judée entre 73 et 81 puis consul ordinaire en 81 sous le règne de l'empereur Titus.

## Biographie

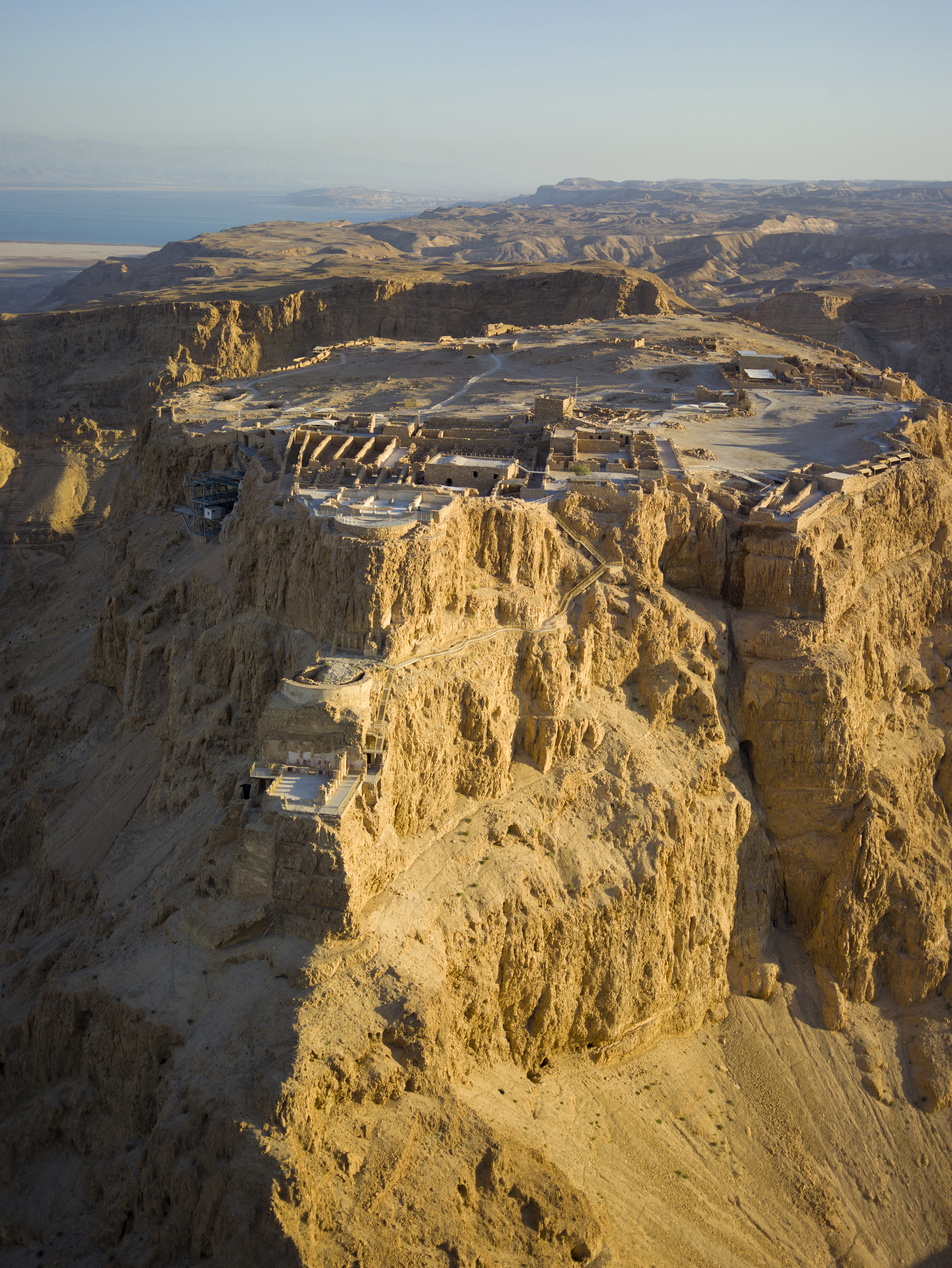
Forteresse de Massada.

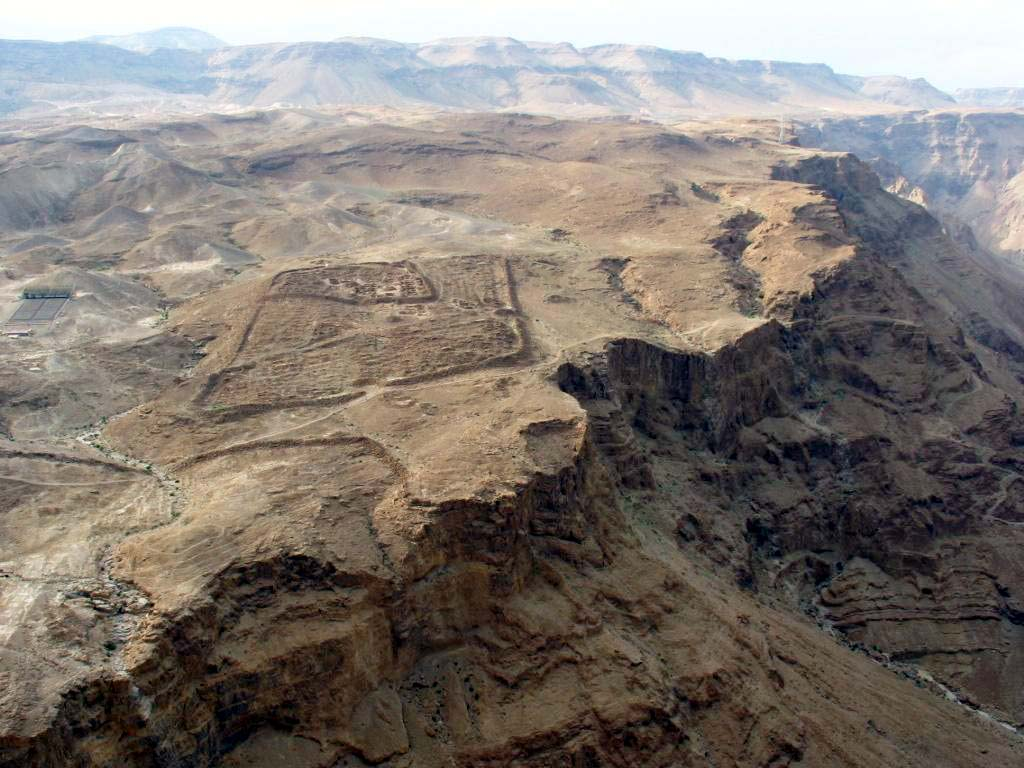
Les ruines du camp romain près de Massada.

Il est proche de Caius Salvius Liberalis Nonius Bassus, consul suffect en 85, et ils sont tous deux de la cité d’Urbs Salvia, dans la regio V Picenum (aujourd'hui les Marches, en Italie).
En octobre 2005, l'archéologue hongrois Tibor Grüll (hu) publie un article sur une stèle en pierre trouvé en 1999 sur le mont du temple à Jérusalem. L'inscription latine sur la tablette décrit la victoire de Silva à Massada. Une inscription trouvée en 1957 dans l'amphithéâtre de Urbs Salvia nous donne sa carrière.
Il commence sa carrière par une des fonctions mineures du vigintivirat, premier échelon de la carrière sénatoriale. Il est triumvir capitalis, c'est-à-dire un des trois « chargé d’assister les magistrats judiciaires », puis est tribun militaire de la legio IIII Scythica, questeur, tribun de la plèbe puis légat de la legio XXI Rapax. Il devient sénateur sous Néron. Il est ensuite préteur.
Il commande la Legio X Fretensis à la fin de la première guerre judéo-romaine, en 73 pour la prise de la forteresse de Massada et vainc un groupe de rebelles juifs, les sicaires du parti nommés zélotes. Le siège prend fin avec le suicide de tous les rebelles. Silva devient ensuite gouverneur de Judée pendant huit années sous le règne de Vespasien et de son fils aîné Titus, de 73 à 81.
En 81, il devient consul éponyme aux côtés de Lucius Asinius Pollio Verrucosus,,. Il fait bâtir un amphithéâtre à Urbs Salvia, dont il est un des personnages les plus importants.
Plusieurs historiens pensent qu'après son consulat et la mort de Titus, Silva fait partie des nombreuses victimes du début du règne de Domitien.
Silva est interprété par Peter O'Toole en 1981 dans la mini-série Masada, où il est appelé Cornelius Flavius Silva.